# Alekszej Alekszandrovics Paramonov
Alekszej Alekszandrovics Paramonov (Borovszk, 1925. február 21. – Moszkva, 2018. augusztus 24.) olimpiai bajnok szovjet válogatott orosz labdarúgó, edző.

## Pályafutása

### Klubcsapatban
1944–45-ben a Sztrojitelj Moszkva, 1946–47-ben a VVSZ Moszkva labdarúgója volt. 1947 és 1959 között a Szpartak Moszkva csapatában szerepelt és négy szovjet bajnoki címet és egy szovjet kupa-győzelmet ért el az együttessel. 1959-ben fejezte be az aktív labdarúgást.

### A válogatottban
1954 és 1957 között 13 alkalommal szerepelt a szovjet válogatottban. Tagja volt az 1956-os melbourne-i olimpiai játékokon aranyérmet nyert csapatnak.

### Edzőként
1960 és 1965 között a szovjet U19-es válogatott szövetségi kapitánya volt. 1965 és 1967 között a tunéziai Étoile Sahel együttesénél tevékenykedett, majd visszatért az ifjúsági válogatotthoz és a szovjet U21-es csapat szakmai munkáját irányította. 1969 és 1971 között és 1973–74-ben a szovjet válogatottnál volt segédedző. 1976–77-ben ismét az Étoile Sahel vezetőedzője volt. 1979 és 1984 között ismét a szovjet U21-es válogatott szövetségi kapitánya volt és 1980-ban Európa-bajnoki címet nyert a csapattal.

## Sikerei, díjai

### Játékosként
Szovjetunió
- Olimpiai játékok
  - aranyérmes: 1956, Melbourne

 Szpartak Moszkva
- Szovjet bajnokság
  - bajnok (4): 1952, 1953, 1956, 1958
  - 2. (2): 1954, 1955
  - 3. (3): 1948, 1949, 1957
- Szovjet kupa
  - győztes: 1958
  - döntős (2): 1952, 1957

### Edzőként
Szovjetunió U21
- Európa-bajnokság U21
  - aranyérmes: 1980